# Into the Fire (canción de Drew Seeley)
«Into The Fire» es el primer sencillo oficial del actor y cantautor canadiense Drew Seeley, de su álbum The Resolution, lanzado en el 2011.

## Información
La canción fue compuesta por Drew Seeley y Justin Gray, y producida por este último.
Apareció primeramente en el EP de Seeley The Resolution - Act 1, como parte de la promoción del lanzamiento oficial del álbum The Resolution.

### Lista de canciones
| Descarga digital |                 |          |  |
| N.º              | Título          | Duración |  |
| 1.               | «Into The Fire» | 3:28     |  |

## Video
El video oficial fue dirigido por Donlee Brussel y escrito por Max Meehan, el video contó con la participación de los actores Wayne Brady y Makinna Ridgway. Se estrenó el 18 de marzo de 2013 en la página oficial de Seeley en YouTube y fue lanzado en iTunes Store ese mismo día.